# ファーブル・ルーバ
ファーブル・ルーバ（Favre-Leuba ）は1737年にアブラハム・ファーブルによって設立されたスイス・ゾロトゥルン州グレンヒェンに本社を構える高級時計メーカーである。現存する時計ブランドとしては2番目に古い。腕時計のデザイン、製造、販売のパイオニアとして、スイス時計業界の発展に貢献したブランドの一つである。
2011年からはタタグループ・タイタン・カンパニーの傘下に入っている。

## 歴史
過去のアーカイブによるとアブラハム・ファーブルは自社工房を持ったウォッチメーカーであり、現在ではそのアーカイブの書かれた1737年3月13日はスイスのル・ロックルの時計産業の始まった日として知られている。彼の息子の名もまたアブラハム・ファーブルといい、素晴らしい作品を世に送り出し、父親の時計作りの情熱を、現在でも世界中で知られているビジネスへと昇華させた。
1792年、アブラハム・ファーブルは二人の息子であるフレデリックとアンリ・ルイとともに、ア・ファーブル&フィルズを設立した。アブラハム・ファーブルは、時計の素材や温度の違いにおける特性などに着目、時計の技術向上に注力し、正確で信頼性の高いムーブメントを世に送り出した。それは当時の最先端をいくものであった。
4世代目のアンリ・アウグストゥスはフレデリック、ファーブルの息子で、アブラハム・ファーブルの孫にあたるのだが、ファミリービジネスを拡大する礎を作った。アウグストゥスの4世代目のファーブル社メンバーはウォッチメーカーや、商人により構成され、1815年、ファーブル・ルーバのブランドを設立する。彼らはドイツからロシア、キューバからアメリカ、そしてブラジルから中国と様々な国を回った。19歳のアンリ・アウグストゥスはファーブル家を世界市場でビジネスをする会社へと導き、現在、私たちの知っているファーブル・ルーバの礎を築いた。
フリッツ・ファーブルは1855年にアデレ・ファニー・ルーバと結婚し、後継者としてビジネスを引き継ぐこととなる。彼はヨーロッパ、アメリカ、アジアを中心にビジネスを拡大し、数多くの国際的な展示会に参加をした。例えば1851年のロンドン万博や、1853年のニューヨークフェアにて高い評価を受けることとなった。彼の息子にあたる6世代目は、特にヨーロッパが危機に瀕している際、様々な市場に進出を図った。とくにインドはファーブル・ルーバにとって重要な市場となり、ファーブル・ルーバはインドで初めて現地法人を設立したスイス時計会社となった。
1908年に生まれたアンリ・A・ファーブルは7世代目にあたり、ビジネスを引き続き拡大した。南アメリカ、アフリカ、中東、東アジア、ヨーロッパにオフィスを設けそれぞれのエリアの代表のポジションを設けた。彼は父親をはじめとする6世代目の先人達と共に、現在私たちの知っている代表的なモデルの数々を世に送り出した。
1925年前後、ファーブル・ルーバはモノプッシュ・クロノグラフを搭載した腕時計を製作、1940年にはレベルソ構造を持つ腕時計を製作した。このチームの元で、ファーブル・ルーバは多くの革新的な腕時計を世に送り出した。代表的なムーブメントであるFL101キャリバーは1955年に作られ、1957年にはFL103キャリバー・FL104キャリバーという自動巻ムーブメントを製作した。
1960年から1968 年にかけて、ファーブル・ルーバは黄金期を迎える。エクストラフラット、ツインバレル、センターセコンド、50時間パワーリザーブを有するFL251キャリバー は1962年に発表された。1962年、手巻腕時計のビバークを発表。世界で初めてアルティタイマー（高度計）とアネロイド気圧計を有する腕時計であった。ポール・エミール・ヴィクトルは南極探検中にビバークを身につけていた最初の人物である。そしてヴァルテル・ボナッティ、ミシェル・ヴォーシェはアルプス山脈のグランドジョラスに登頂するという偉業を成し遂げた際にもその腕にはビバークが着けられていた。
1964年には200メートル防水を有する初のダイバーズウォッチであるディープブルーが発表された。この腕時計は後に、1968年、潜水時間を計測できるだけでなく、デプスゲージ（水深計）を搭載した初の腕時計・バシィが製作したチームにより作られた。1968年にはツインバレルムーブメントと毎時36,000振動を誇るFL1162キャリバーを有するツインマティックとデュオマティックモデルを発表、絶対的な高精度を誇り、世界的に有名な腕時計となった。
フローリアン・A・ファーブルとエリック・A・ファーブル(アンリ・A・ファーブルの息子)はフレデリック・A・ファーブル(フリッツ・アウグストゥス・ファーブルの玄孫)とともに、8世代目を代表する人物である。彼らは尊敬を集めた一家が経営を手放すまで、ファーブル・ルーバの役員であった。パイオニアスピリット、創造性、芸術性に富む時計作り、そして変革をもたらし続ける精神が8世代に渡り受け継がれてきたことが、現代のファーブル・ルーバブランドの基礎となっている。

## 年表
- 1718年: ファーブル・ルーバ・ブランドの基礎を築くことになるアブラハム・ファーブル（1702～1790）が、時計職人見習いとして働き始める。
- 1737年: 3月13日、ル・ロックルの独立時計職人として、アブラハム・ファーブルの名前が公式な文書に初めて登場する。
- 1749年: この頃、アブラハム・ファーブルが「Maître horloger du Locle（ル・ロックルの熟練時計職人）」に選ばれる。
- 1792年: 10月1日、創業者の息子であるアブラハム・ファーブル（1740～1823）が、息子のフレデリックとアンリ・ルイと共に、ア・ファーブル＆フィルズを設立する。
- 1815年: フレデリック・ファーブルの息子であり、この時計職人一家の4代目でもあるアンリ・アウグストゥス（1796～1865）がトラヴェール谷のブッテにあるアウグストゥス・ルーバと提携する。
- 1820年: アンリ・アウグストゥス・ファーブルが世界各国を回り（ドイツからロシアへ、キューバを経由してニューヨークへ、そしてブラジルからチリへ）、精密に作り上げた自社の懐中時計を遠隔地市場に定着させる。
- 1851年: ファーブル・ルーバの懐中時計が国内外の展示会で数々の賞を受賞する。（1851年ロンドン、1853年ニューヨーク、1855年パリ、1857年ベルン、1865年ポルト、他多数）
- 1855年: フリッツ・ファーブル（1828～1877）が父の後継者としてふさわしい能力を発揮し、ヨーロッパ、アメリカ、アジアでの拡大戦略を成功させる。
- 1865年: この年と1867年にフリッツ・ファーヴルがインドを訪れ、インド亜大陸でブランドを始動させる。これにより同地域は瞬く間にファーブル・ルーバにとっての主要市場へと発展する。
- 1896年: ル・ロックルからジュネーブへ本社を移転する。
- 1908年: アンリ・ファーブル・ルーバ（1865～1961）が同族事業のトップに就任し、ブランドを着実に発展させていく。1961年に世を去るまで、取締役会の理事長を務める。
- 1925年: ファーブル・ルーバが初のモノプッシャー・クロノグラフを発売する。この頃、腕時計が懐中時計に取って代わり始める。
- 1945年: 第二次世界大戦後、ファーブル・ルーバはボンベイに事務所を構えていたおかげで、インドでの安定した地位を期待できるようになる。この同族企業は、まずはスイス、次にヨーロッパ、後にアメリカやアフリカと、他地域における腕時計市場での地位と存在感を少しずつ取り戻していく。とりわけハンブルク、ロンドン、ラングーン、カラチ、シンガポール、ニューヨークの支店は、適切に機能する流通と最高級のカスタマーサービスを確保できるようになる。
- 1946年: この年以降、ファーブル・ルーバは定期的にバーゼル時計展示会に出展。1953年からはジュネーブの「Salon Montres et Bijoux（時計宝飾展示会）」にも出展する。
- 1948年: ファーブル・ルーバがクロノメーターなどの精密腕時計を製造し、その際立った正確性によりヌーシャテル州気象台から複数の最優秀賞を授与される。
- 1955年: ファーブル・ルーバが、シーチーフ、シーキング、シーレイダーなどのウォッチモデルに使用したFL101マニュファクチュールキャリバーを発表する。
- 1957年: デイティックモデルに使用したカレンダー搭載のFL102キャリバーを発表。その後、自動巻ムーブメントのFL103（カレンダー表示なし）、FL104（カレンダー表示あり）を続々と発表する。
- 1960年: 史上初のダイバーウォッチ、ウォーターディープを発売。ブランドがこの分野で収めることになる成功の足掛かりを作る。
- 1962年: 特許を取得したツインバレルのFL251キャリバー（直径11.5リーニュ、厚さわずか2.95 mm）が、センターセコンドのエクストラフラットムーブメントと立て続けに革新的なムーブメントを発表。
- 1962年: ファーブル・ルーバが、高度と気圧の測定が可能なアネロイド気圧計を搭載した世界初の機械式腕時計、伝説のビバークを開発する。瞬く間に、新たな挑戦をする人々にとっての必需品となる。1962年に米国で開催されたパラシュートのワールドカップで、ビバークを身に付けたスイスのナショナルチームが偉業を成し遂げる。イタリア人登山家のヴァルテル・ボナッティが、ジュネーブのミシェル・ヴォーシェと共に初めてグランドジョラスのウィンパー峰（4,196m）の北壁の登頂に成功した際、及び、1964年に最短ルートでマッターホルンの北壁を制覇した際にも、その腕にはビバークが着けられていた。若きワリサー・ミシェル・ダルブレーは1963年、初めてのアイガー単独登頂に成功した際には、ファーブル・ルーバの工房で製作された腕時計を身に着けていたため、現在自分がいる高度や差し迫った天気の変化を確実に知ることができた。著名なフランス人極地探検家、ポール・エミール・ビクトールは、果てしない氷の地へ向かう数々の探検でビバークを使用することとなった。
- 1963年: ファーブル・ルーバが、ジュネーブ近郊のプチ・ランシーに新設した本社で、自社でのエボーシュ製造を再導入する。その結果として、19世紀末時点の社名、Manufacture d’Horlogerie Favre-Leuba S.A（ファーブル・ルーバS.Aの時計工場）を再び名乗ることになる。
- 1963年: 自社の工房で製作した初のダイバーウォッチを発表してから3年後、200m防水のディープブルーを発売する。
- 1967年: モントリオール万国博覧会で、ファーブル・ルーバがFédération Horlogère Suisse（スイス時計協会）の「クロノグラフ・スポーツウォッチ」部門の最優秀賞を受賞する。
- 1968年: 潜水時間のみならず、現在の深度も表示できる世界初の機械式腕時計、バシィ50を発売する。
- 1968年: ファーブル・ルーバが、画期的なツインバレルキャリバーの自動巻モデルを発売し、ツインバレル搭載の自動巻の腕時計を生産する初のブランドの1つとなる。
- 1970年: 1960年代後半から70年代前半にかけて、当時の流行を意識したクッションケースのモデルが数種類発売される。日付およびカレンダー表示を搭載したシーレイダーの中では自動巻キャリバーのFL1164（毎時36,000振動）が時を刻み、メモレイダーは自動巻キャリバーでありながらアラーム機能を備えていたことによって全世界の顧客の間で評判となった。  同時発売されたシースカイおよびシースカイGMTは、ダイバーウォッチ機能とクロノグラフ機能、24時間表示を兼ね備えていた。
- 1975年：田部井淳子氏がファーブル・ルーバの腕時計ビバークを身に着け、エベレスト登頂成功。世界で初めてエベレスト登頂に成功した女性となった。
- 1985年: 安価なクオーツ・ムーブメントの登場により、スイスの腕時計業界は深刻な危機に陥り、ファーブル・ルーバの工房もその影響を受ける。その後1980年代に一族は、ブランドの売却を余儀なくされる。以降、数回にわたって会社の所有者が変更することとなる。
- 2011年: 11月16日、タタ・グループがファーブル・ルーバを買収する。
- 2012年以降: 新規チームがファーブル・ルーバの歴史とその伝説的なタイムピースを徹底的に研究。ブランドのもつ強みをベースに持続可能な長期的戦略の策定に着手する。その結果、技術面および審美面でファーブル・ルーバの歴史と伝統を受け継ぐ高機能な腕時計のコレクションが誕生。新しいコレクションは、ファーブル・ルーバの現代的かつ革新的な存在感、長年にわたり培われた技術、そして力強いデザインを体現するものであった。
- 2016年：レイダー・ハープーン発表。世界初の一本針とアワーリングによる時刻表示を行う画期的な機械式腕時計であった。
- 2017年：レイダー・ビバーク 9000発表。世界初、高度9000mを測定できる機械式腕時計であり、そのコンセプトは1960年代に発表された世界初の高度計搭載の腕時計、ビバークを継承したものであった。
- 2018年：レイダー・バシィ120メモデプス発表。世界初、水深120ｍを測定できる機械式腕時計であり、そのコンセプトは1960年代に発表された世界初の水深計搭載の腕時計、バシィを継承したものであった。ただし、以降の活動は停滞する。
- 2024年：ジュネーブ・ウォッチ・デイズにおいて再始動を宣言。コレクションを一新し、チーフ、ディープブルー、シー・スカイの3つのコレクションを発表[1]。
- 2025年：日本への再展開を発表[1]。発売代理店はノーブルスタイリング。